# برادي أوستين
برادي أوستين هو لاعب هوكي الجليد كندي، ولد في 16 يونيو 1993 في Bobcaygeon ‏ في كندا.

## وصلات خارجية
- برادي أوستين على موقع دوري الهوكي الوطني (الإنجليزية)
- برادي أوستين على موقع EliteProspects.com (الإنجليزية)
- برادي أوستين على موقع Eurohockey.com (الإنجليزية)
- برادي أوستين على موقع HockeyDB.com (الإنجليزية)
- برادي أوستين على موقع Hockey-Reference.com (الإنجليزية)